# Río Tarauacá
El río Tarauacá es un río amazónico brasileño, el principal afluente del río Juruá, que discurre por los estados de Acre y Amazonas. Nace cerca de la frontera con el Perú, en el territorio indígena del Alta Tarauacá. Su curso atraviesa los municipios de Jordão y Tarauacá, en Acre y Envira y Eirunepé en el Amazonas. Tiene una longitud total de 570 km.
El río nace al norte de Foz de Jordao, cerca del Área Indígena Kaxinawá do río Jordao y discurre en dirección noreste. Pasa cerca de los asentamientos de Atenas y Pacujá y luego llega a la pequeña ciudad de Tarauacá (30.711 habitantes en 2006), que le da nombre, donde recibe las aguas del río Muru. Se interna a continuación en el estado de Amazonas, en la misma dirección sureste, y un poco antes de Envira recibe por la derecha las aguas del río Envira. Tras atravesar Envira (17.431 habitantes en 2007)) y Vila Martins, desemboca en el río Juruá, aguas abajo de Eirunepé (29.492 habitantes en 2005).
El río es navegable en todo su curso, con un clado de 1,20 m.